# Crystalline
"Crystalline" é uma canção da cantora islandesa Björk, lançada como o primeiro single de seu oitavo álbum, Biophilia, em 28 de Junho de 2011. Acompanhada por um aplicativo de iPad desenvolvido exclusivamente para a música. Cada canção de Biophilia será lançado ao lado de um único aplicativo que irá incluir vários modos para jogá-los e "ampliar seus limites musicais". 

## Desenvolvimento
Em março de 2011, foi anunciado que Björk iria atuar no Festival Internacional de Manchester com um novo conceito de concerto. Várias músicas do álbum serão lançadas durante uma série de apresentações no festival entre 27 de Junho e 16 de Julho de 2011. Björk chamado de performances "meditação sobre a relação entre música, natureza e tecnologia" um. Instrumentos "especiais" foram projetados e construídos especificamente para esses shows.
O lançamento da canção foi precedida por três teasers: no primeiro, intitulado "Road to Crystalline", podemos ver Björk em sua van através de uma estrada na Islândia durante a reprodução de um trecho da música; no segundo, poderíamos ver um dos novos instrumentos desenvolvidos para a performances de Manchester, que também está na faixa: o "gameleste", uma celesta, que foi modificada para que soasse como gamelão e que pode ser jogado remotamente por um iPad; e no terceiro teaser, as sessões de gravação do remix com Omar Souleyman foram mostrados. A música surgiu na Internet em 25 de junho de 2011, embora o pensamento de que a versão vazada é tanto um remix ou um demo uma vez que esta versão difere da do teaser oficial divulgado pela própria Björk. Em 28 de junho de 2011, os produtores do Reino Unido, 16Bit, confirmaram via Facebook que produziram a canção.
"Crystalline" é uma canção em sua maioria eletrônica, com uma continuação da base "gameleste" e batidas eletrônicas e ritmos. Depois da ponte, a canção apresenta um solo de gameleste e, consequentemente, termina com uma seção de breakcore que usa o Amen break. O som parece ser um híbrido dos estilos musicais de seus álbuns anteriores Vespertine e Volta, com elementos percussivos de seu álbum Homogenic.

## Vídeo musical
O vídeo musical foi gravado em 26 de maio e foi dirigido pelo colaborador de longa data Michel Gondry. Passa-se algures no espaço na superfície de um planeta, em que vários cristais crescem do chão e vários cometas emergem em crateras que reluzem e apagam enquanto Björk canta a canção, algures no terceiro verso, Björk sai da bolha que paira no ar em que está desde o início do vídeo para passar para a superfície do mesmo planeta, passando de bolha em bolha, enquanto enormes raios laser destroem os cristais que anteriormente nasceram nessa mesma superfície. 